# Chess Life
Chess Life  è una rivista mensile di scacchi edita negli Stati Uniti, organo ufficiale della United States Chess Federation (USCF), la federazione scacchistica statunitense.
La rivista iniziò le pubblicazioni nel 1946 come bi-settimanale di circa 10 pagine. Nel 1969 si fuse con Chess Review e fu pubblicata con il nome Chess Life & Review fino al 1980, quando ritornò al nome originale. 

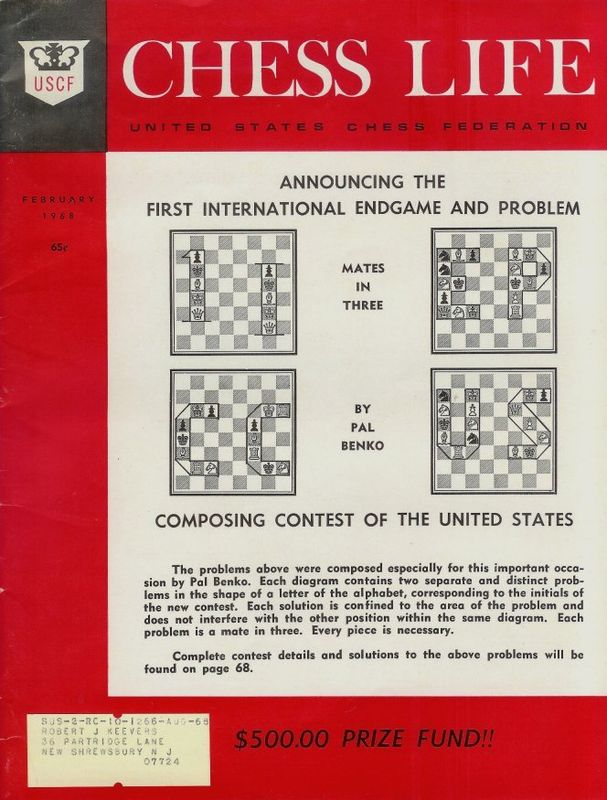
La copertina di Chess Life di febbraio 1968.

Chess Life si vanta di essere "la rivista di scacchi più letta al mondo" e di raggiungere oltre 250.000 lettori ogni mese. Si concentra soprattutto sull'attività scacchistica negli Stati Uniti, l'apprendimento degli scacchi, l'interesse per questo gioco dal punto di vista umano, e questioni amministrative della federazione statunitense.
La USCF pubblica anche la rivista bi-mensile Chess Life Kids, rivolta ai ragazzi fino ai 14 anni.
L'iscrizione alla federazione statunitense dà diritto a ricevere un abbonamento alla rivista. Tutti i membri hanno anche accesso alle versioni online di Chess Life e Chess Life Kids, comprese le edizioni archiviate precedenti. Anche i circoli di scacchi ed altri enti affiliati alla federazione USA ricevono copie stampate della rivista.
Tra gli autori e giocatori che hanno scritto articoli per Chess Life si possono citare: Lev Alburt, Pál Benkő (anni '60), Robert Byrne, Larry Evans, Bobby Fischer (dal 1963), Svetozar Gligorić, Garry Kasparov (1993–94), Paul Keres (1968–1975), William Lombardy (1958–1970), Luděk Pachman (anni '70), Susan Polgar, Samuel Reshevsky, Andrew Soltis e László Szabó.